# 岡山市立岡輝中学校
岡山市立岡輝中学校（おかやましりつ こうきちゅうがっこう）は、岡山県岡山市北区岡町にある公立中学校。

## 沿革
- 1947年（昭和22年）：岡山市立第六中学校として開校
- 1948年（昭和23年）：岡山市立岡輝中学校に改称

## 部活動
- 野球部
- サッカー部
- ソフトテニス部
- バスケットボール部
- バレーボール部
- 卓球部
- 柔道部
- 剣道部
- 吹奏楽部
- 文化活動部

## 著名な学校関係者
- 大森隆裕 - アニメーション作家
- サブロー - プロ野球選手（千葉ロッテマリーンズ）
- 上田剛史 - プロ野球選手（東京ヤクルトスワローズ）

## 通学区域が隣接している学校
- 岡山市立岡山中央中学校
- 岡山市立桑田中学校
- 岡山市立芳田中学校
- 岡山市立芳泉中学校
- 岡山市立福浜中学校
- 岡山市立東山中学校